# أبو عبد الله محمد الخامس الزياني
 أبو عبد الله محمد الخامس  سلطان الدولة الزيانية الثالث والعشرون بتلمسان. تولى بعد وفاة أبيه وحكم من 1504 إلى 1516.

## حياته

### نسبه وأسرته
أبو عبد الله محمد الخامس بن أبي عبد الله الرابع الثابتي بن أبي عبد الله الثالث المتوكل بن أبي زيان محمد بن أبي ثابت الثاني بن أبي تاشفين الثاني بن أبي حمو موسى الثاني بن أبي يعقوب يوسف بن أبي زيد عبد الرحمن بن أبي زكريا يحي بن يغمراسن بن زيان العبدوادي الزناتي. 
عرف من أبناءه الأمير أبو عبد الله محمد توفي سنة 913 هـ/ 1508 م والأميرة الزهراء توفيت سنة 926 هـ/ 1520 م.

## حكمه
تولى عرش الدولة الزيانية بعد وفاة أبيه السلطان أبي عبد الله الثابتي سنة 910 هـ / 1504 م. وقد ظهرت منذ نهاية القرن الخامس عشر قوة إقليمية جديدة في البحر المتوسط تمثلت في مملكتي إسبانيا والبرتغال، بعد سقوط غرناطة ونهاية الحكم الإسلامي للأندلس وانتهاء ما عرف بحروب الاسترداد. وفي عهده ظهر الإخوة بربروس بسواحل المغرب الأوسط.

### الاحتلال الإسباني للمرسى الكبير
انطلق أسطول إسباني كبير من مدينة مالقة في 29 أغسطس 1505 بتموين من الكنيسة الإسبانية تحت رعاية الكاردينال دي ثيسنيروس أسقف طليطلة وبمباركة البابا يوليوس الثاني. ووصل الأسطول إلى ساحل مدينة المرسى الكبير في 11 من سبتمبر بعد تعرضه للرياح المعاكسة، وكان أهالي المناطق المجاورة قد استنفروا للدفاع عن المدينة بعد معرفتهم بانطلاق الأسطول من إسبانيا، فلما طال انتظارهم انصرفوا إلى ديارهم. ولم تستطع حامية قلعة المرسى الكبير المكونة من 500 مقاتل من الدفاع عن المدينة وبعد 3 أيام من المقاومة ضد 5000 جندي إسباني، قرر أهل المدينة، بعد التشاور في دار قائد المدينة، التفاوض مع الإسبان لإخلاءها في حالة عدم وصول النجدة من تلمسان، فمنحمهم الإسبان مهلة ثلاث ساعات لإخلاء المدينة. ووصل جيش النجدة الذي أرسله السلطان أبو عبد الله من تلمسان صبيحة 14 سبتمبر، فوجد الإسبان قد احتلوا المدينة وقلعتها وفر أهلها إلى وهران فغير الجيش الزياني اتجاهه إلى وهران.

### تمرد يحيى الثابتي (أخ السلطان) بتنس
بعد تولي السطان أبي عبد الله عرش تلمسان، تآمر عليه أخواه يحيى وأبو زيان مع بعض أعيان تلمسان لاغتياله، فلما كشف أمرهم سجن أكبرهما أبو زيان وفر يحي إلى فاس وملكها محمد البرتغالي الوطاسي، واستطاع بعدها أن يصل مدينة تنس سنة 912 هـ / 1506 م ويستقل بحكمها بطلب من أهلها وذلك بمساندة الإسبان. وبقي مستقلا بحكم المدينة ومتحالفا مع الإسبان إلى وفاة أبي عبد الله الخامس إلى أن فتح عروج بربروس مدينة تنس وقتله في يونيو 1517 في فترة حكم عمه أبي حمو الثالث. واستطاع أيضا ابنه أبو عبد الله بن يحي الثابتي أن يستقل بحكم تنس من بعده إلى أن طرده منها خير الدين بربروس.

### الاحتلال الإسباني لوهران

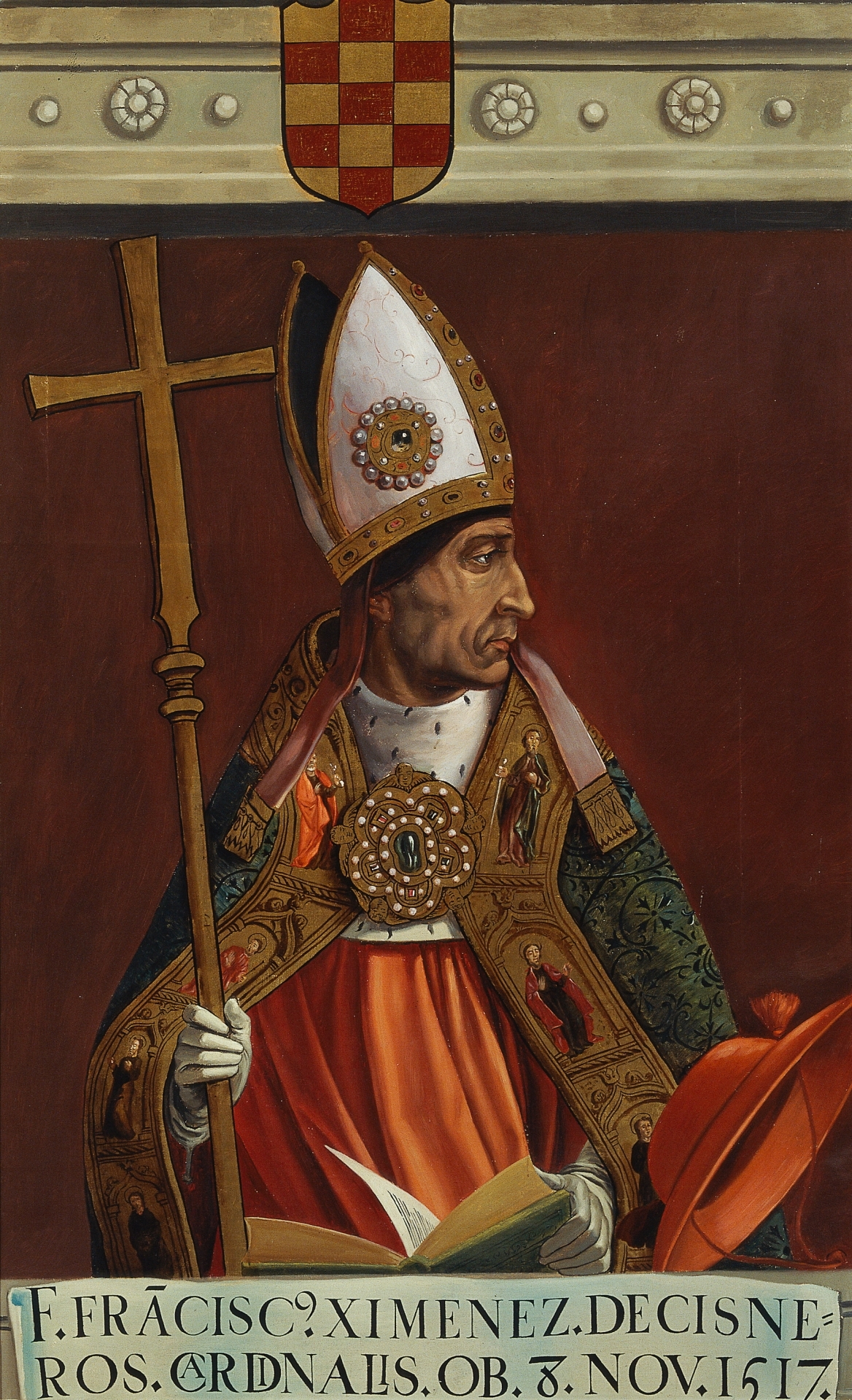
الكاردينال دي ثيسنيروس

بعد احتلال إسبانيا للمرسى الكبير سنة 1505، أعد الكاردينال دي ثيسنيروس حملة كبيرة لاحتلال مدينة وهران كان هو قائدها الأعلى. تكونت الحملة من 15000 مقاتلا وكانت القيادة العسكرية للجنرال الكونت بيدرو نافارو وانطلقت من مرسى قرطاجنة بإسبانيا في 16 مايو 1509 ووصلت إلى المرسى الكبير في 17 مايو، ونزلت القوات الإسبانية بسرعة إلى البر لقيام حاكم المرسى الكبير بالتحضيرات اللازمة.
تقدم الجيش الإسباني إلى وهران، فخرجت حاميتها وسكانها للدفاع عنها فلما أدركوا تفوق الجيش الإسباني في العدد والمعدات تراجعوا داخل أسوارها.و كان حاكم المرسى الكبير قبل ذلك قد قام برشوة قابض المكوس لمدينة وهران وهو المكلف بالخزينة العامة والجباية من طرف السلطان الزياني، وكان يهوديا من المهاجرين الأندلسيين يدعى «اشطورا» ومساعديه وهما مسلمان يسميان «عيسى العريبي» و «ابن قانص»، واتفق معهم على فتح أحد الأبواب للإسبانيين. دخلت القوات المدينة فانسحب سكانها إلى حي الفقيه حول الجامع الأعظم، وبعد مقاومة دامت خمسة أيام، سقطت المدينة نهائيا بعد سقوط أكثر من 4000 قتيل وارتكبت القوات الإسبانية مجازر كبيرة في المدينة وقامت بنهبها وأسر 8000 من سكانها.
قام الكاردينال دي ثيسنيروس بتحويل مساجد المدينة إلى كنائس واستولى على رايات المسلمين وأسلحتهم الثمينة وكتبهم النفيسة وعاد بها إلى إسبانيا. ويمثل الاحتلال الإسباني لوهران بداية انهيار الدولة الزيانية.

### المعاهدة مع إسبانيا

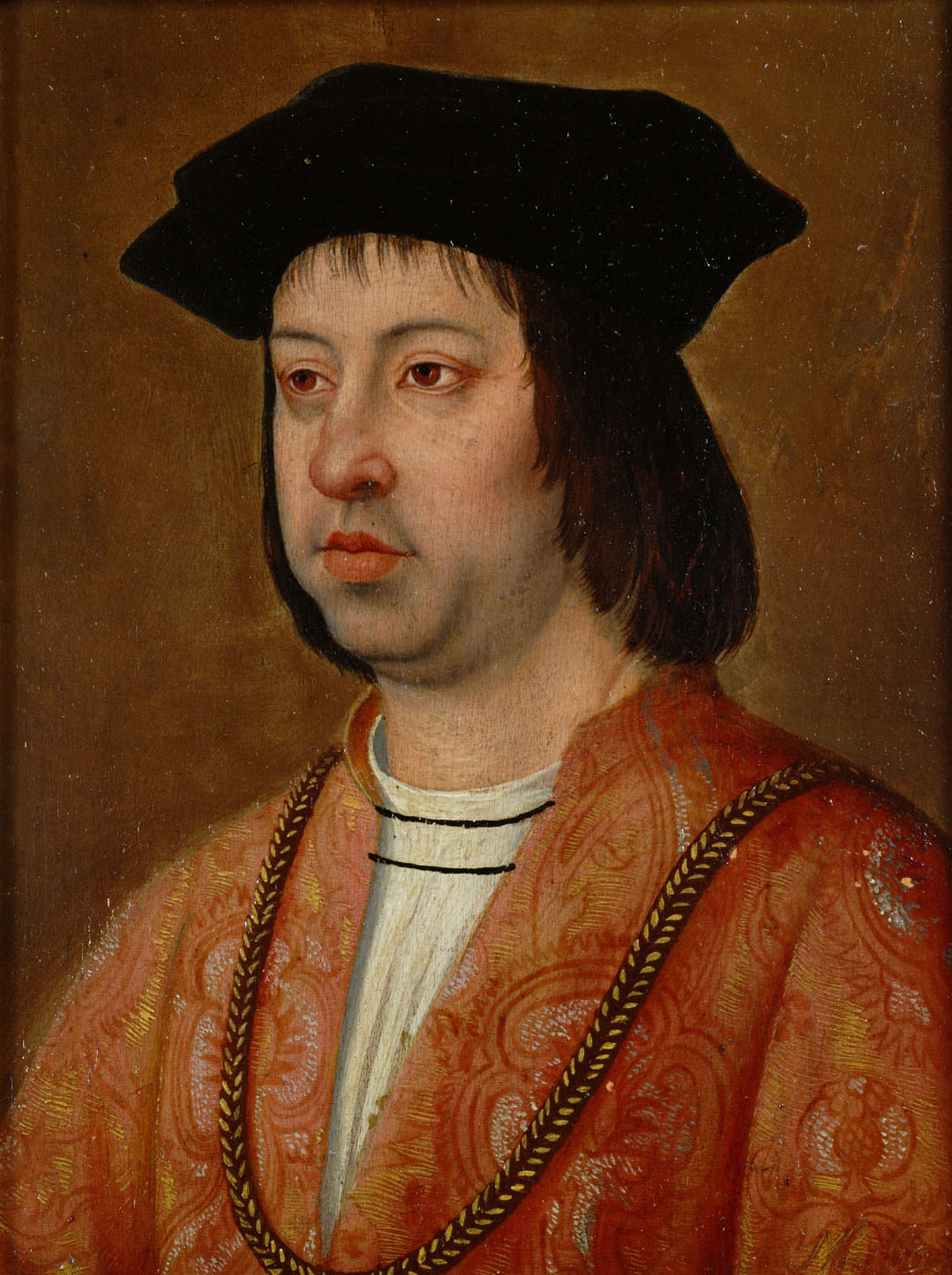
الملك فرناندو الأراغوني

بعد احتلال الإسبان للمرسى الكبير ووهران، ودعمهم ليحيى الثابتي، أخ السلطان، الذي استقل بحكم مدينة تنس، قرر أبو عبد الله الخامس عقد معاهدة سلام مع مملكة إسبانيا، فسافر بنفسه بحرا إلى مدينة برغش للقاء الملك فرناندو الأراغوني وحمل معه مجموعة من الهدايا الثمينة منها جارية فائقة الجمال، 130 أسيرا مسيحيا، 22 من الخيول المغاربية، شبل أسد ودجاجة مصنوعة من الذهب الخالص مع 36 من الصيصان الذهبية.
نصت المعاهدة على تقديم ضريبة سنوية لإسانيا قدرها 12000 مثقال (دوكا) من الذهب و 12 فرسا من الخيول العربية و 6 إناث صقور مدربة على الصيد بالإضافة إلى تزويد الحامية الإسبانية بوهران بالمؤن والمواد الغذائية. أمضى السلطان المعاهدة وودع الملك فرناندو وكبار بلاطه ثم ركب البحر عائدا إلى مملكته.

### أوضاع المملكة في عهده
تسلم أبو عبد الله الخامس عرش تلمسان في ظروف صعبة، فقد ثار عليه أخواه وظهر الإسبان كقوة جديدة في المنطقة. وكانت وهران وموانئها من أهم الموارد الاقتصادية للدولة وباحتلال الإسبان لها فقدت الخزينة جزءا هاما من وارداتها مما أدى إلى زيادة الضرائب والجبايات على السكان وتأزم الوضع الاقتصادي. وقد عرف السلطان بتقريبه لليهود وتمكينهم من مناصب حساسة في الدولة، مثل قابض المكوس العام لمدينة وهران شطورا الأندلسي. وقد كان يهود تلمسان على عهده في غاية الثراء، لكنهم نكبوا نكبة كبيرة بعد وفاته ونهبت أموالهم وصاروا مُعدمين.

و قد عارض حكمه أحد أشهر مشايخ الصوفية ببلاد المغرب بعصره وهو أحمد بن يوسف الملياني، وكانت بينهما مواجهات انتهت بسجن هذا الأخير وابنه بتلمسان والحكم عليهما بالإعدام وقد نجَوَا اثنيهما من ذلك. وقد سجن أحد مشايخ تلمسان وهو أبو عبد الله محمد ابن الشيخ الحاج محمد بن سعيد الورنيدي ولم يخرج من السجن إلا بوفاة السطان.

و في آخر عهده ظهر الأخوان عروج وخير الدين بربروس ببلاد المغرب بعد موافقة السلطان الحفصي أبي عبد الله المتوكل على دخولهما تونس سنة 1513 ومنحهما جزيرة قبالة ميناء حلق الوادي ليستقرا بها مع بحارتهما مقابل خمس غنائم القرصنة. انتقلا بعدها إلى جيجل سنة 1515 واستقرا بها لمهاجمة الإسبان في بجاية ثم دخلا مدينة الجزائر سنة 1516 وهي سنة وفاة السلطان أبي عبد الله الخامس وذلك بدعوة من أهلها وأعيانها يترأسهم أحمد بن القاضي الزواوي وسالم التومي الثعالبي.

## وفاته
توفي سنة 922 هـ / 1516 م وخلفه أخوه أبو زيان الثالث، الذي لم يكد يجلس على عرشه حتى خلعه عمه أبو حمو الثالث. وقد ذكر ابن مريم التلمساني في ترجمة أحد علماء تلمسان أن إخوة السلطان أبي عبد الله الخامس قاموا بقتله.
| سبقه أبو عبد الله الثابتي | سلطان الدولة الزيانية 1504 - 1516 | تبعه أبو زيان الثالث |